# Маргарета Елизабет фон Мекленбург
Маргарета Елизабет фон Мекленбург-Гадебуш (на немски: Margarethe Elisabeth v.Mecklenburg-Gadebusch; * 11 юли 1584, Шьонберг; † 16 ноември 1616, Гюстров) е принцеса от Мекленбург-Гадебуш и чрез женитба херцогиня на Мекленбург.

## Биография
Тя е единствената дъщеря на херцог Кристоф фон Мекленбург (1537 – 1592) и втората му съпруга принцеса Елизабет Шведска (1549 – 1597), дъщеря на шведския крал Густав Васа (Густав Ериксон) (1496 – 1560) и Маргарета Ериксдотер Лейонхуфхуд (1514 – 1551).
Маргарета Елизабет умира на 32 години на 16 ноември 1616 г. в Гюстров и е погребана там.

## Фамилия
Маргарета Елизабет се омъжва на 9 октомври 1608 г. в Стокхолм за херцог Йохан Албрехт II фон Мекленбург-Гюстров (* 5 май 1590; † 23 април 1636), вторият син на херцог Йохан VII (1558 – 1592) и София фон Шлезвиг-Холщайн-Готорп (1569 – 1634). Двамата имат децата:
- Йохан Кристоф (* 22 декември 1611, Гюстров; † 21 март 1612, Гюстров)
- София Елизабет (* 20 август 1613, Гюстров; † 12 юли 1676, Люхов), ∞ 1635 г. херцог Август II фон Брауншвайг-Волфенбютел (1579 – 1666)
- Кристина Маргарета (* 31 март 1615, Гюстров; † 16 август 1666, Волфенбютел)

∞ 11 февруари 1640 принц Франц Албрехт фон Саксония-Лауенбург (1598 – 1642)
∞ 6 юли 1650 (развод 1663) херцог Кристиан Лудвиг I фон Мекленбург-Шверин (1623 – 1692)
- Карл Хайнрих (* 30 май 1616, Гюстров; † 14 ноември 1618)